# Якова Рассоха
Якова Рассоха — река в России, течёт по территории Троицко-Печорского района Республики Коми. Является левым притоком реки Большой Шежым, её устье находится в 6 км от места впадения Большого Шежыма в Печору. Длина реки составляет 28 км.

## Данные водного реестра
По данным государственного водного реестра России относится к Двинско-Печорскому бассейновому округу, водохозяйственный участок реки — Печора от истока до водомерного поста у посёлка Шердино, речной подбассейн реки — Бассейны притоков Печоры до впадения Усы. Речной бассейн реки — Печора.
Код объекта в государственном водном реестре — 03050100112103000057467.